# Wilhelm Lenz (Politiker, 1921)
Wilhelm Maria Lenz (* 2. Juli 1921 in Köln; † 21. Juli 2015 ebenda) war ein deutscher Politiker (CDU). Er war von 1958 bis 1980 Mitglied des Landtags von Nordrhein-Westfalen, bekleidete von 1970 bis 1980 das Amt des Landtagspräsidenten und war zeitweise CDU-Fraktionsvorsitzender.

## Leben und Beruf
Wilhelm Lenz wurde als erstes Kind eines Spediteurs geboren. Als Jugendlicher war er in der katholischen Jugendbewegung aktiv. Er schloss die Schule 1939 ab, er bestand das Abitur mit Auszeichnung. Bis 1940 war er beim Reichsarbeitsdienst, dann begann er ein Philologie-Studium an der Universität zu Köln. Er musste das Studium 1941 unterbrechen, um Kriegsdienst im Zweiten Weltkrieg zu leisten. Im Jahr 1942 starb sein Vater bei einem Bombenangriff auf Köln. Wilhelm Lenz war als Soldat bei einer Flak-Batterie, bis er in amerikanische Kriegsgefangenschaft geriet. Nach Kriegsende nahm er sein Studium (Germanistik, Anglistik und Romanistik) wieder auf und schloss 1949 mit der Promotion zum Dr. phil. ab. Lenz war zunächst Lehrer an einem Abendgymnasium und wurde später Geschäftsführer des Beamtenbundes Nordrhein-Westfalen. Er war Ehrenmitglied der katholischen Studentenverbindung Unitas-Breslau zu Köln im KV.
Lenz wurde auf dem Friedhof Deutz in Köln-Poll beigesetzt.

## Politik
Lenz trat 1946 in die Christlich-Demokratische Union (CDU) ein. In der CDU bekleidete er verschiedene Ämter, so war er unter anderem von 1963 bis 1972 Vorsitzender und Vorstandsmitglied des Kreisverbandes Köln-Stadt, von 1967 bis 1977 Mitglied des Landespräsidiums der CDU Nordrhein-Westfalen, von 1969 bis 1970 als Vorsitzender. Von 1962 bis 1977 war er zudem Mitglied des Bundesparteiausschusses der CDU.
Am 21. Juni 1958 wurde er im Wahlkreis 18 (Köln-Stadt VI) in den Landtag des Landes NRW gewählt, das Mandat behielt er über fünf Legislaturperioden (4. bis 8. Wahlperiode) bis zum 28. Mai 1980. Im Landtag war Lenz von 1962 bis 1970 Vorsitzender der CDU-Landtagsfraktion. Er war von 1962 bis 1966 Vorsitzender des Hauptausschusses und von 1966 bis 1970 Vorsitzender des Haushalts- und Finanzausschusses. Vom 27. Juli 1970 bis zu seinem Ausscheiden aus dem Parlament war er Präsident des Landtags von Nordrhein-Westfalen.
Lenz war von 1971 bis 1977 Vorsitzender des Verwaltungsrats des WDR. Er war auch Mitglied im Kuratorium der Stiftung Kunstsammlung Nordrhein-Westfalen.

## Ehrungen
Nachdem Lenz bereits Jahre zuvor das Große Bundesverdienstkreuz (1969) mit Stern (1973) und Schulterband (1977) erhalten hatte, wurde er am 18. September 1986 mit dem Verdienstorden des Landes Nordrhein-Westfalen ausgezeichnet.